# Resolución 1917 del Consejo de Seguridad de las Naciones Unidas
La resolución 1917 del Consejo de Seguridad de las Naciones Unidas, aprobada por unanimidad el 22 de marzo de 2010, después de reafirmarse en sus pasadas resoluciones sobre Afganistán (en especial las número 1868, 1662 y 1659), acordó prorrogar el mandato de la Misión de Asistencia de las Naciones Unidas en el Afganistán (UNAMA) hasta el 23 de marzo de 2011. De igual modo el Consejo pidió, a través de la resolución, el apoyo de los miembros de las Naciones Unidas a Afganistán dando preferencia a los campos de la seguridad, la gobernanza y el desarrollo económico.